# Malaca Conquistada

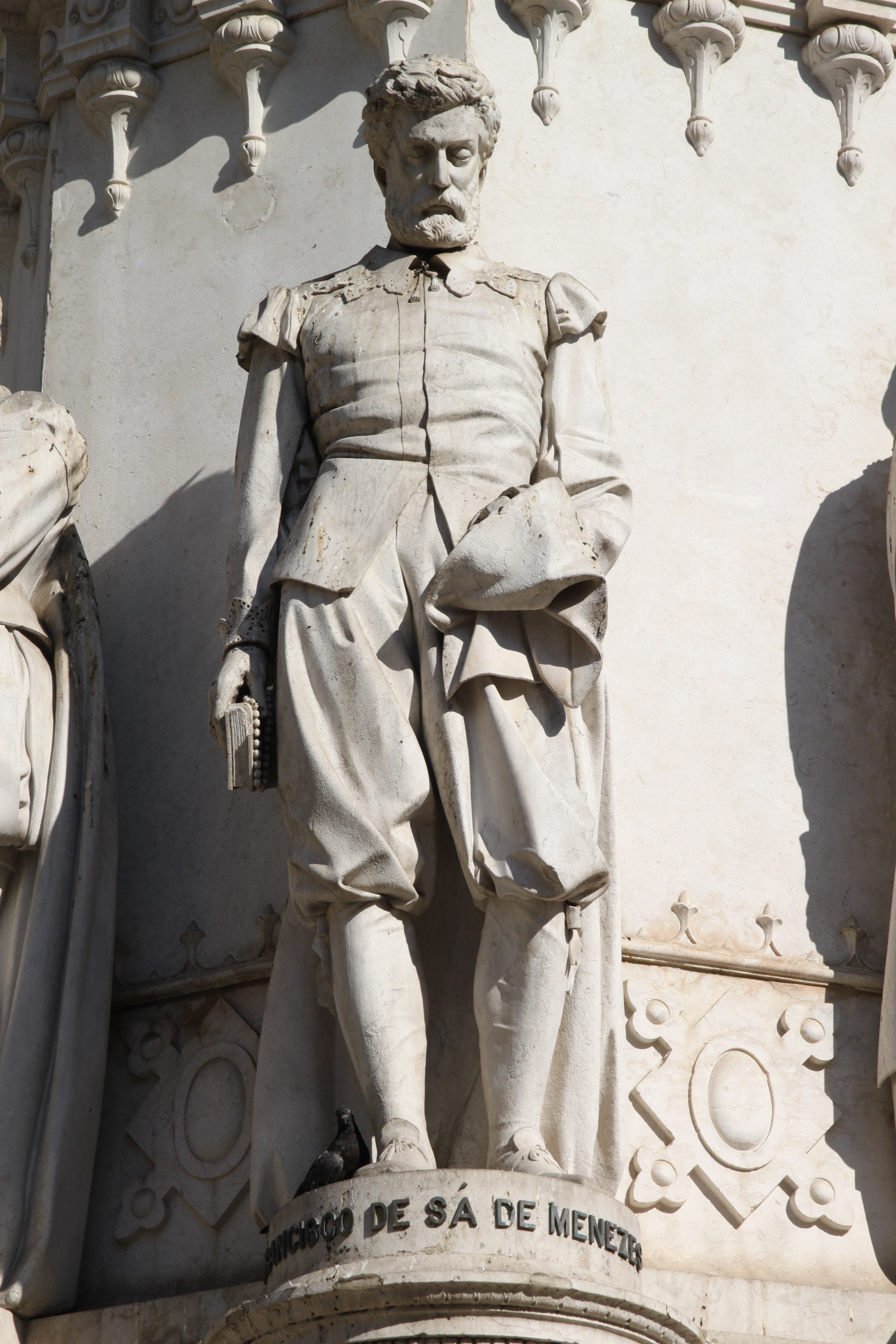
Estátua de Francisco de Sá de Meneses no Monumento a Camões em Lisboa

Malaca Conquistada pelo grande Afonso de Albuquerque é um poema épico do poeta português Francisco de Sá de Meneses. Publicado em 1634, é considerado um dos poemas portugueses mais notáveis do século XVII.

## Autor
Francisco de Sá de Meneses foi um poeta barroco. Nasceu por volta de 1600 e morreu em 1664.

## Poema

### Forma
O poema está escrito em oitava rima, ou seja, é composto por estrofes de oito versos, com o esquema de rimas ABABABCC.
Primeira estrofe da Malaca Conquistada:
"As armas canto, e o grande cavaleiro
Que ao vento velas deu na ocídua parte,
E lá, onde infante o sol dá luz primeiro,
Fixou das quinas santas o estandarte;
E com afronta do infernal guerreiro
(Mercê do céu) ganhou por força e arte
O áureo reino, e trocou com pio exemplo
A profana mesquita em sacro templo."

### História
O poema de Francisco de Sá de Meneses trata da Conquista de Malaca, batalha travada em 1511.
As forças portuguesas, lideradas por Afonso de Albuquerque, governador do Estado Português da Índia, tomaram a cidade de Malaca.
A fortaleza de Malaca controlava o estreito de Malaca, que era uma passagem para a China. 

### Apreciação crítica
José Maria da Costa e Silva coloca a Malaca Conquistada em segundo lugar entre os poemas épicos portugueses (primeiro lugar depois d'Os Lusíadas), pelo "bem arquitetado da sua fábula, a variedade e bem sustentado dos caracteres, o seu movimento dramático, a rica invenção dos seus episódios, a formosura nas suas descrições e sua poesia, verdadeiramente épica".

### Traduções
O poema foi traduzido para o inglês por Edgar C. Knowlton, Jr.